# Cal Miarnau (Lleida)
Cal Miarnau és una casa de Lleida protegida com a bé cultural d'interès local.

## Descripció
Edifici entre mitgeres, de planta baixa i quatre pisos. Façana de maó molt treballada a sobre d'una planta baixa i primer pis de carreus de pedra. Tot tancat per un ràfec superior. Murs de càrrega, pilastres i frisos de maó vist, balcons i baranes de ferro.

## Història
Era la residència de la família Miarnau al segle xvii, quan la casa era només de planta baixa i primer pis. Alguns prohoms de la ciutat als segles xvii i xviii, com el doctor Antoni Miarnau, professor de la Universitat, van tenir un paper important a la vida de Lleida. Els comerços han desfigurat la planta baixa.